# Шабровка
Шабро́вка — деревня в Нелидовском районе Тверской области. Входит в состав Земцовского сельского поселения.

## География
Находится в 2 км к северо-западу от посёлка Земцы, на реке Ущица, рядом с более крупной деревней Никулинка.

## История
В 1996 году в деревне было 6 хозяйств, 10 жителей.

## Население
| 2002 | 2010 |
| ---- | ---- |
| 8    | ↘1   |